# مریدیان استیشن (میسیسیپی)
مریدیان استیشن (به انگلیسی: Meridian Station) مکانی در ایالت میسیسیپی کشور ایالات متحده آمریکا است که جمعیت آن در سرشماری سال ۲۰۱۰ میلادی، ۱٬۰۹۰
نفر بوده‌است.